# 967 Helionape
967 Helionape este un asteroid din centura principală, descoperit pe 9 noiembrie 1921, de Walter Baade.